# Саная Ирани
Саная Ирани (на хинди: सनाया ईरानी) е индийска актриса, която работи предимно в хинди телевизията. Считана за една от водещите и популярни телевизионни актриси в Индия. Ирани е най-известна с ролите си в Miley Jab Hum Tum, Iss Pyaar Ko Kya Naam Doon? и в Rangrasiya.

## Биография
Ирани е родена на 17 септември 1983 г. в Мумбай в иранско (зороастрийско) семейство. Прекарва седем години в училище „Лорънс“ в Ловдейл, Ути. Завършва Търговско-икономическия колеж „Сидънхам“ в Мумбай и получава магистърска степен по бизнес администрация, преди да стане модел.
Носителка е на една награда ITA, една награда Indian Telly и три златни награди. Прави своя актьорски дебют с хинди филма Fanaa (2006), а телевизионният ѝ дебют е Left Right Left (2007). През 2015 г. тя участва в риалити шоуто Jhalak Dikhhla Jaa, където завършва на второ място. През 2017 г. участва в друг риалити формат – Nach Baliye, заедно със съпруга си Мохит Сехгал, където завършва на трето място.

## Външни връзки
- Саная Ирани в  Internet Movie Database
- Саная Ирани в  Instagram

|  | Тази страница частично или изцяло представлява превод на страницата Sanaya Irani в Уикипедия на английски. Оригиналният текст, както и този превод, са защитени от Лиценза „Криейтив Комънс – Признание – Споделяне на споделеното“, а за съдържание, създадено преди юни 2009 година – от Лиценза за свободна документация на ГНУ. Прегледайте историята на редакциите на оригиналната страница, както и на преводната страница, за да видите списъка на съавторите. ВАЖНО: Този шаблон се отнася единствено до авторските права върху съдържанието на статията. Добавянето му не отменя изискването да се посочват конкретни източници на твърденията, които да бъдат благонадеждни. |